# Гірнича промисловість Чехії
Гірнича промисловість Чехії.
Чехія має традиційно розвинену гірничу промисловість . На 1-му місці — видобуток вугілля, на 2-му — нерудних будівельних матеріалів, на 3-му — індустріальної сировини (вапняки, каоліни, магнезити і скляні піски). Частка гірничої промисловості у ВВП становить 2,1% (на 1998-99 рр.). В ній зайнято 75 тис. чол. (у 1980-х роках — бл. 190 тис. чол.).

## Динаміка видобутку основних видів мінеральної сировини та металургійного виробництва в Чехії, тис.т
| Мінеральна сировина           | 1999   | 2000   | 2001   |
| Залізні руди                  | 23     | 21     | 20     |
| Поліметалічні руди            | 62     | 58     | 63     |
| Сталь                         | 6 107  | 6 216  | 6 316  |
| Залізо в болванках            | 4 427  | 4 621  | 4 677  |
| Залізо (прокат)               | 5 185  | 5 319  | 5 755  |
| Шлак                          | 5 989  | 5 852  | 6 022  |
| Заготовки                     | 4 220  | 5 417  | 6 202  |
| Труби                         | 802    | 631    | 688    |
| Кокс                          | 2 458  | 2 084  | 2 195  |
| Кам'яне вугілля               | 25 150 | 25 320 | 25 970 |
| Буре вугілля                  | 48 352 | 46 280 | 50 407 |
| Вапняк                        | 14 080 | 14 250 | 14 600 |
| Каолін                        | 3 048  | 3 220  | 3 800  |
| Глина                         | 1 070  | 1 120  | 1 350  |
| Бентоніт                      | 96     | 108    | 110    |
| Польовий шпат                 | 340    | 380    | 410    |
| Скляний пісок                 | 870    | 984    | 960    |
| Декоративне каміння, тис. м³  | 190    | 240    | 280    |
| Будівельний матеріал, тис. м³ | 26 200 | 24 900 | 25 200 |

## Окремі галузі
Нафта та газ. Видобуток та споживання природного газу в Чехії в 1999 відповідно складали: 0,1 та 8,6 млрд м³. Більшу частину (86 % в 2000 р) газу Чехія імпортує з Росії, Норвегії і Німеччини. З травня 1997 р. країна отримує 3 млрд м³/рік норвезького газу (за контрактом з Statoil); постачання газу в Чехію здійснює і німецький Ruhrgas. Чехія має довгостроковий контракт з Росією на транзит до 30 млрд м³ природного газу щорічно. Прогноз споживання газу в Чехії на 2005 р. — 10,6 млрд куб.м.
Вугілля. Видобуток кам'яного вугілля (млн т): 1990 — 22; 1994 — 17,4; 1998 — 16; 1999 — 14; 2000 — 14,3; 2001 — 14,85 (Локер С., 2000, Лондон). У 2001 р. за видобутком кам. вугілля країна займала 16-е місце у світі. На 1999 р. діяло 2 вуглевидобувні компанії, 8 шахт з видобутку кам'яного вугілля.
Видобуток бурого вугілля у 1999 р. — 50,6 млн т. Працює 2 шахти та 11 розрізів.
Райони видобутку вугілля: Остравсько-Карвінський, Пльзеньський, Східно-Чеський і Росицький, Північно.-Чеський та інші басейни. Видобуток кам. вугілля здійснюється підземним способом, а бурого переважно відкритим.
У північній Чехії хижацький видобуток бурого вугілля призвів до серйозних негативних екологічних наслідків. Видобуток вугілля тут тісно пов'язаний з виробництвом електроенергії, оскільки велика частина її в країні виходить шляхом використання вугілля на потужних ТЕС.

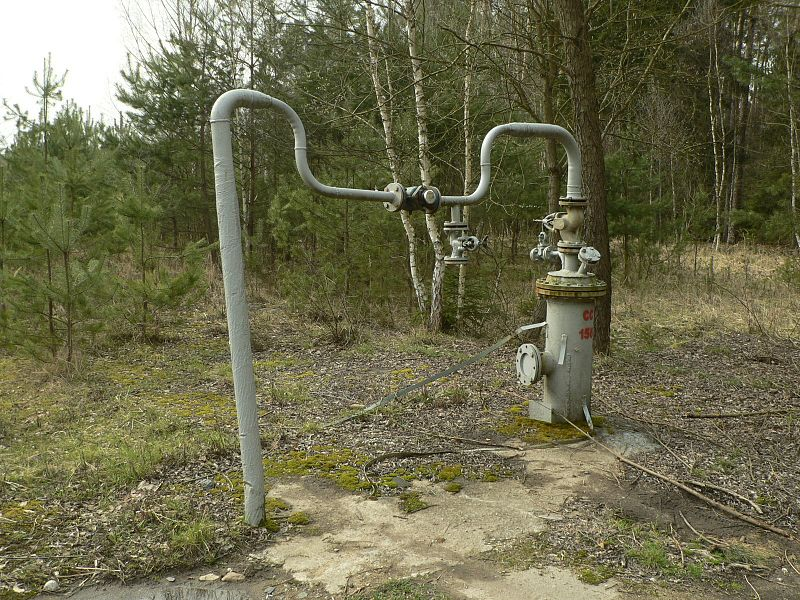
Наземні комунікації технології підземного вилуговування урану. Чехія, Страж-под-Ральскем, Ліберецький край.

Уран. Видобуток уранових руд після вичерпання запасів родовища Яхимов перенесено в Західну Чехію, в область міста Пршибрам — Пршибрам (гірничорудний район), в Західну Моравію і головним чином в Чеський крейдовий басейн (родовищ Гамр-на-Езере), де корисні компоненти витягуються шляхом вилуговування.
Залізо. У Чехії розробляється скарнове родовище Меденєц, що дає близько 100 тис. т магнетиту.
Поліметали. Видобуток поліметалічних руд здійснюється на Кутна-Гора, розробляються також відвали родовища Пршибрам. У горах Есенікі розробляються родовища цинково-свинцевих руд Горні-Бенешов і Злато-Гори (з переважаючим видобутком мідних руд). Ґрейзенові родовища руд олова і вольфраму в Рудних горах (Красново, Циновец) розробляються в обмежених розмірах.
Видобуток нерудної сировини. Розробляються родовища кристалічного (у Південній Чехії) і аморфного (в Північній Моравії) графіту, а також флюориту на 4-х гірничодобувних підприємствах в Рудних горах. Каолін добувають в околицях м. Карлові-Вари та у Південній Моравії. Крім того, видобувають бентоніт в околицях м. Мост. Великі родовища відомі по периферії Північно-Чеського басейну. Видобуток скляних пісків ведеться в Чеському крейдовому басейні. Видобувають також формівні піски, вапняки, полевошпатову сировину, базальти для кам'яного лиття, кам'яну сіль, азбест, тальк, діатоміт, перліт, облицювальні і виробні камені. У Чеському Середньогір'ї добувають також піропоносну породу що містить чеські гранати; у Південній Чехії — молдавіти (тектити), що використовуються для ювелірних прикрас. Видобуток природних будівельниї матеріалів ведеться на всій території Чехії.
Видобуток нерудних матеріалів у Чехії в 1999 р (тис.т): бентоніт — 160, діатоміт — 37, графіт — 22, каолін — 879.

## Геологічна і гірнича служба. Підготовка кадрів. Друк
У 1716 в Яхимові було засновано перше у світі гірничо-металургійне училище. Кафедра гірничо-геологічних наук в Карловому університеті в Празі була відкрита у 1763. У 1849 в Пршибрамі була заснована Гірнича академія, яка пізніше (в 1945) була переведена в Остраву. Геологія викладається на факультетах університетів в Празі, Брно. Наукові роботи в галузі гірничої справи проводяться рядом галузевих та академічних інститутів. Видаються спеціалізовані журнали: «Casopis pro mineralogii а geologii» (з 1956), «Geologicky pruzkum» (з 1957), «Uhli» (з 1958), «Rudy» (з 1952), «Stavivo» (з 1920) та ін.